# Campina Grande do Sul
Campina Grande do Sul is een gemeente in de Braziliaanse deelstaat Paraná. De gemeente telt 36.825 inwoners (schatting 2009).

## Aangrenzende gemeenten
De gemeente grenst aan Antonina, Bocaiuva do Sul, Colombo, Guaraqueçaba, Morretes, Quatro Barras en Barra do Turvo (SP).